# Smokefest Underground
Smokefest Underground è un album di raccolta del rapper Snoop Dogg, pubblicato nel 1998.

## Tracce
1. I Will Survive (featuring Techniec & Soopafly) – 3:48
2. Tommy (featuring Daz Dillinger) – 5:08
3. Hoez (featuring Luke & Tha Dogg Pound) – 5:07
4. Cee Walkin' – 4:40
5. Don't Do the Crime – 4:20
6. Too Blacc – 4:21
7. Gold Rush (Lite Mix) – 4:36
8. Change Gone Come (featuring Val Young) – 5:48
9. Hit Roccs – 5:07
10. Last Meal – 4:23
11. Ride On (Remix) (featuring Kurupt) – 4:56